# 프란시스코 칼보
프란시스코 하비에르 칼보 케사다(스페인어: Francisco Javier Calvo Quesada, 1992년 7월 8일 ~ )는 코스타리카의 축구 선수로 포지션은 수비수이다. 현재는 튀르키예 쉬페르리그의 하타이스포르에서 활약하고 있다.

## 생애 초반
프란시스코 칼보는 2005년부터 2010년까지 데포르티보 사프리사에서 청소년 선수로 활약했다. 2010년에는 데포르티보 사프리사로부터 장학금을 받고 미국으로 유학을 떠나면서 샌저신토 칼리지에서 축구 선수로 활약했다.

## 클럽 경력
프란시스코 칼보는 2011년에 코스타리카로 귀국하면서 에레디아노에 입단했으며 2011 시즌에서는 23경기에 출전하여 1골을 기록했다. 2012년에는 페레스 셀레돈 소속으로 활약했고 2012 시즌에서 21경기에 출전하여 5골을 기록했다.
2013년에는 덴마크 수페르리가 우승 팀인 FC 노르셸란으로 이적했지만 주전 경쟁에서 밀리면서 2013년 여름에 에레디아노로 복귀하게 된다. 2015년 1월에는 산토스 데 과필레스로 임대 이적했다. 2015년 5월에는 데포르티보 사프리사로 이적했으며 2015 시즌에서 39경기에 출전하여 5골을 기록했다. 2016 시즌에서 24경기에서 5골을 기록했을 정도로 세트 피스 상황에서 위협적인 수비수로 분류되었다.
2016년 12월 27일에는 미국 메이저 리그 사커 소속 클럽인 미네소타 유나이티드 FC로 이적했고 2018 시즌에서는 미네소타 유나이티드 소속 선수로는 최초로 MLS 올스타전에 참가하는 영예를 안았다. 2019년 5월 3일에는 시카고 파이어로 이적했다.

## 국가대표 경력
프란시스코 칼보는 2011년 5월 29일에 코스타리카 산호세에서 열린 나이지리아와의 친선 경기에서 코스타리카 축구 국가대표팀 선수로 데뷔했다. 프란시스코 칼보는 콜롬비아에서 개최된 2011년 FIFA U-20 월드컵에도 참가했다.
프란시스코 칼보는 리카르도 라볼페 감독으로부터 2011년 CONCACAF 골드컵, 2011년 코파 아메리카에 참가한 코스타리카 축구 국가대표팀 선수 명단에 이름을 올렸다. 2011년 코파 아메리카에서는 조별 예선 3경기에 모두 출전했는데 코스타리카는 해당 대회의 조별 예선에서 1승 2패(콜롬비아와의 1차전 경기에서는 0-1로 패배함, 볼리비아와의 2차전 경기에서는 2-0으로 승리함, 아르헨티나와의 3차전 경기에서는 0-3으로 패배함)를 기록하면서 탈락하고 만다.
2015년 CONCACAF 골드컵, 코파 아메리카 센테나리오, 2017년 CONCACAF 골드컵, 2019년 CONCACAF 골드컵에 참가했으며 2018년 5월에는 2018년 FIFA 월드컵에 참가한 코스타리카 축구 국가대표팀 명단에 이름을 올렸다.

## 수상

### 클럽
- 코스타리카 프리메라 디비시온 2회 우승 (2015 인비에르노, 2016 인비에르노)

### 개인
- 2018 시즌 메이저 리그 사커 올스타 선정